# Cycle annuel biologique
Un cycle biologique annuel, ou circannuel, est constitué d’une suite de processus endogènes qui se répètent chaque année. 
Ce rythme est surtout observé chez les espèces qui vivent en milieu dont l’environnement change beaucoup au cours de l’année ; c’est-à-dire, ceux s’éloignant de l’équateur. Cependant, ces rythmes existent dans tous les écosystèmes. L’étude des rythmes biologiques est appelée la chronobiologie. Plusieurs comportements suivent un rythme circannuel, comme le bourgeonnement des arbres, les comportements reproductifs, la migration pour échapper à l’hiver, ainsi que l’hibernation.

## Divers exemples de rythmes biologiques circannuels

### Reproduction et comportement sexuels
Les oiseaux de haute altitude, mais aussi les espèces tropicales, ont tendance à avoir un cycle circannuel reproductif. Il faut en effet que les oisillons naissent à un moment optimal ; c’est-à-dire, avec suffisamment de nourriture. Ce cycle est contrôlé en très grande partie par la photopériode, mais pas seulement. Après la mort de leurs oisillons, un couple d’Alcins des chauves-souris a pondu d’autres œufs ; ceci a causé un décalage dans leur période de reproduction de quelques mois pour les années suivantes.

### Floraison
Les plantes ont tendance à avoir une floraison qui commence durant la même période de l’année. Un des plus grands facteurs influençant ce rythme est la photopériode. Le cierge du Pérou, un cactus, fleurit presque exclusivement la nuit, et ce durant la fin de l’été. La fleur Ludwigia elegans a une floraison qui ne dure qu’une journée. Elle fleurit majoritairement en mars et avril en milieu de basse altitude, tandis qu’elle a une période de floraison plus grande en milieu de haute altitude. Elle fleurit aussi en hiver, mais s’ouvre plus tard dans la journée, indiquant que la température et la lumière ont un rôle important dans le moment de sa floraison.

### Migration
Certaines espèces d’oiseaux vivent une partie de l’année dans des zones où les stimulus extérieurs ne changent pas au cours de l’année ; pourtant, ils migrent quand même. Ce sont donc des procédés endogènes qui leur permettent de contrôler leur comportement annuel, et plus particulièrement la migration. Ces procédés permettent de contrôler le début de la migration, mais aussi sa durée chez les oiseaux qui migrent pour la première fois. En effet, des oiseaux en cage vont devenir plus actifs durant la période de l’année où leurs congénères libres commencent la migration.

### Hibernation
Les espèces qui hibernent vont réduire leur température corporelle pour entrer en un stade de torpeur durant l’hibernation. Il existe deux types d’hibernation : celle des espèces s’enfouissant, et réagissant donc peu aux stimulus extérieurs, et celle des espèces qui vont se réveiller durant l’hibernation pour se nourrir et retourner hiberner. Les périodes de torpeur peuvent durer des jours, voire des semaines, mais la température corporelle va augmenter cycliquement. Les périodes de torpeur sont plus longues en milieu de saison hivernale, tandis qu’elles ont tendance à être plus courtes au début et à la fin de l’hibernation.

## Fonctionnement de l'horloge circannuelle

### Mise en évidence d'une horloge circannuelle endogène
Les recherches sur les rythmes biologiques annuels présentent un réel défi dû aux échelles de temps assez importantes qu'elles peuvent représenter. Les premières études ont été menées au niveau de la migration annuelle des oiseaux qui passent l'hiver près de l’équateur. Ces derniers débutent leurs déplacements vers la fin de l'automne. E. Gwinner, un grand contributeur dans le domaine, a ainsi mis en évidence l’existence de facteurs endogènes impliqués dans le rythme de la migration. En effet des oiseaux qu'il avait isolé de tous facteurs environnementaux indicateurs de changement saisonnier ont quand même entamé leur migration fin automne. Les études de Pengelley en 1963 sur l'hibernation des écureuils terrestres aboutissent à la même conclusion. Les rythmes biologiques circannuels persistent en conditions constantes et sont donc générés de manière endogène par une horloge circannuelle. Cette dernière est entraînée par des indices environnementaux tels que la photopériode.

### Mécanisme physiologique et site de l'horloge
Les différents comportements et processus physiologiques à périodicité annuelle des organismes vivants sont dus à des variations saisonnières de leur statut endocrinien. Ces modifications saisonnières du système endocrinien chez plusieurs vertébrés sont causées par plusieurs indices environnementaux fiables de la rotation de la terre autour du soleil, tels que les précipitations, mais surtout la photopériode. Cette dernière influence de manière saisonnière les axes HPG (hypothalamo-pituitary gonadal), HPA(hypothalamo-pituitary adrénal) et HPT(hypothalamo-pituitary thyroide) qui sont respectivement impliqués dans la reproduction , l'utilisation des sources d’énergie et le métabolisme.
Les effets de la variation cyclique de la photopériode sur l'activité endocrinienne de plusieurs vertébrés sont médiés par la mélatonine, hormone produite par la glande pinéale. Il a été mis en évidence chez les moutons et les hamsters que l'action photopériode-dépendante de la mélatonine, au niveau de l’hypothalamus, régule les changements saisonniers de l'activité gonadique et de la sécrétion de gonadotrophine, tandis qu’elle régule les changements saisonniers de la sécrétion de prolactine au niveau de l'hypophyse (Pars Tuberalis).
La Pars Tubéralis (PT) de d'hypophyse serait potentiellement le site de l’horloge circannuelle inné des mammifères.
Elle constitue un bon candidat car c'est cette dernière qui reçoit les signaux photopériodiques de l'environnement. En utilisant des moutons hypothalamo-pituitary déconnectés HPD, il a été prouvé que PT serait le centre régulateur de la production circannuelle de prolactine et contrôlerait le rythme de l'hypothalamus.
Chez des animaux réfractaires aux longues périodes (LP-R), les voies de la mélatonine et le rythme circadien associé ne changent pas. De plus l’expression de mélatonine et de PER1 a été mis en évidence dans les PT des hamsters syriens réfractaires à courte période (SP-R).

### Mécanisme génétique, moléculaire et cellulaire
Un modèle a été proposé selon lequel les thyrotrophes individuels peuvent présenter deux stades représentant les longues (EYA3(+)) et les courtes (CHGA(+)) périodes. La proportion relative de ces deux phases détermine ainsi la période de l'année. Ainsi le mécanisme qui génère l'horloge circannuelle serait un cycle de changement binaire entre les deux phases des tyrotrophes et de changement morphologique de l'hypothalamus.

#### Mécanisme moléculaire de l’entraînement
La protéine EYA3 serait la régulatrice clé de la réponse photopériodique qui induirait le changement binaire des thyotrophes permettant ainsi l’entraînement,.

#### Génération de l'horloge circannuelle endogène
Les mécanismes de régulation de EYA3 en condition constantes ne sont pas encore connus.
Selon un modèle, l’horloge circannuelle serait générée par l'histogenèse saisonnière de tissus autonomes, c'est -à-dire par le cycle de division , de différentiation et de mort de cellule souches .